# Shaved Fish
Shaved Fish è una compilation di John Lennon, pubblicata nel 1975; è una raccolta dei singoli post Beatles fino al 1975.

## Descrizione
Oltre ad essere l'unica raccolta di suoi brani pubblicata da Lennon in vita, il disco è anche il primo "greatest hits" della discografia dell'ex Beatle, pubblicato appena prima del suo ritiro dalle scene durato cinque anni per dedicarsi alla crescita del secondo figlio Sean.
La compilation include molti dei brani più celebri del Lennon solista, cinque dei quali non ancora apparsi su LP: Cold Turkey, Instant Karma!, Power to the People, Happy Xmas (War Is Over), e Give Peace a Chance. Quest'ultima venne inclusa in formato tronco, spezzata in due parti all'inizio e alla fine dell'album. Otto brani inclusi nel disco erano entrati nei Top 40 della classifica statunitense Billboard Hot 100, con Whatever Gets You Thru the Night arrivata al numero 1; mentre cinque erano entrati nella Top Ten in Gran Bretagna.

### Titolo
Il curioso titolo dell'album, traducibile in italiano con l'espressione "pesce rasato", deriva da un tipo di cibo giapponese, il katsuobushi, una sorta di pesce essiccato.

### Pubblicazione, accoglienza e lascito
Un sondaggio indetto tra i lettori della rivista Creem nel 1975 incluse l'album tra le cinque migliori "ristampe" dell'anno, piazzandosi al quarto posto, dietro due compilation dei Rolling Stones, Made in the Shade e Metamorphosis, e The Basement Tapes di Bob Dylan. Il critico musicale Robert Christgau definì il disco "undici spari nel buio da parte della rock star più disturbata dei primi anni settanta", aggiungendo che "non contando le due canzoni già presenti negli album da avere assolutamente, le uniche due grandi canzoni erano Instant Karma! (la miglior canzone politica di Lennon) e #9 Dream".
L'album venne pubblicato in Gran Bretagna il 24 ottobre 1975, raggiungendo la posizione numero 8 in classifica. Lo stesso giorno dell'uscita del disco, venne finalmente pubblicata su singolo anche nel Regno Unito la celebre Imagine, (Lato B Working Class Hero), raggiungendo la sesta posizione. Il singolo fu anche l'ultimo di Lennon pubblicato sotto etichetta Apple Records. A seguito dell'ondata emotiva seguita all'omicidio di Lennon, l'album rientrò in classifica in Gran Bretagna il 17 gennaio 1981, alla posizione numero 11. Dopo l'uscita dell'album, il contratto discografico di Lennon ebbe scadenza nel febbraio 1976; e l'artista non fu interessato a stipulare un nuovo accordo con la Capitol/EMI.

## Tracce
- Tutti i brani sono opera di John Lennon, eccetto dove indicato diversamente.

1. Give Peace a Chance – 0:58
2. Cold Turkey – 5:01
3. Instant Karma! – 3:21
4. Power to the People – 3:21
5. Mother – 5:03
6. Woman Is the Nigger of the World (John Lennon/Yoko Ono) – 4:37
7. Imagine – 3:02
8. Whatever Gets You Thru the Night – 3:03
9. Mind Games – 4:12
10. #9 Dream – 4:47
11. Medley: Happy Xmas (War Is Over)/Give Peace a Chance (reprise) (John Lennon/Yoko Ono) / (John Lennon) – 4:15